# تپه تیکان
تپه تیکان مربوط به دوره ساسانیان تا سدهٔ ۳ دوران‌های تاریخی پس از اسلام است و در شهرستان نظرآباد، بخش تنکمان، دهستان تنکمان، روستای حاجی بیک، ۵۰۰ متری ضلع غربی گاوداری آقای ادیب زاده واقع شده و این اثر در تاریخ ۲۷ آبان ۱۳۸۶ با شمارهٔ ثبت ۲۰۲۵۹ به‌عنوان یکی از آثار ملی ایران به ثبت رسیده است.